# Yusuf ibn Ali Karamanli
Yusuf (ibn Ali) Karamanli, Qaramanli or al-Qaramanli (comúnmente conocido como Yusuf Karamanli), (1766- 1838) ha sido el Pachá más conocido (reinó de 1795 a 1832) de la dinastía Karamanli (1711-1835) de la Tripolitana (hoy en día parte de Libia); quedará en los anales de la historia por ser el primer jefe de Estado que haya declarado la guerra a los recientemente independientes Estados Unidos.

## Llegada al trono
Yusuf, miembro de la dinastía Karamanli (nombre dado por tener sus orígenes en la ciudad de Karaman, al sur de Konya, actual Turquía), ocupó el poder después de su hermano Hamet. Hamet fue depuesto en 1793 por el otomano Ali Benghul, quien restauró la autoridad del Imperio otomano sobre Trípoli. En 1795, sin embargo, Yusuf regresó a Trípoli, y con la ayuda del Bey (autoridad) de Túnez, recuperó el trono de su hermano, exiliando a Hamet y restaurando la autoridad de los Karamanli.

## Guerras Berberiscas (1801-1805)
En 1801, Yusuf reclamó un tributo de 225.000$ a los Estados Unidos. El presidente Thomas Jefferson, confiado en la capacidad de la nueva armada estadounidense para proteger su flota, rechazó las reclamaciones del Pachá, llevando al Pachá hacia una guerra no oficialmente declarada en mayo de 1801 por talar el asta de bandera del consulado americano. Jefferson respondió ordenando a la armada americana US Navy que interviniera en el Mediterráneo y bloqueara, lo que se cumplió con éxito, el puerto de Trípoli en 1803. El Pachá, después de algunos éxitos militares, el más notable la captura de la nave USS Philadelphia, se encontró amenazado de pronto por la invasión de las fuerzas estadounidenses en la Batalla de Derna y por la rehabilitación de su depuesto hermano, Hamet Karamanli, reclutado por el oficial del ejército de los Estados Unidos William Eaton. Ante estas circunstancias cedió y firmó un tratado que puso fin a la guerra el 10 de junio de 1805.

## Ocaso de la dinastía Karamanli
En 1819, los diversos tratados de las Guerras Napoleónicas forzaron a los Estados berberiscos a renunciar al negocio de la piratería casi por completo. La economía de Trípoli empezó a desmoronarse, y Yusuf intentó compensar los ingresos perdidos favoreciendo el tráfico de esclavos a través del Sáhara. Pero como las ideas abolicionistas se hallaban en alza en Europa y, en menor medida, en los Estados Unidos, la economía de Trípoli no se salvó con esto. Por ello el poder de Yusuf se debilitó y surgieron las facciones en torno a sus tres hijos. Y, si bien Yusuf abdicó en 1832 en favor de su hijo Alí II, estalló pronto una quizá inevitable guerra civil. El sultán otomano Mahmud II mandó tropas para restablecer el orden; pero cuando exilió a Alí II puso fin con esto a la dinastía Karamanli y a la independencia de Trípoli.

## Libros
- LAFI (Nora), Une ville du Maghreb entre ancien régime et réformes ottomanes. Genèse des institutions municipales à Trípoli de Barbarie (1795-1911), Paris, L'Harmattan, 2002, 305 p.